# Alexander Tietz
Alexander Tietz (n. 9 ianuarie 1896, Reșița, Austro-Ungaria – d. 10 iunie 1978, Reșița, Caraș-Severin, România) a fost un cadru didactic, etnograf și scriitor de limba germană din România.

## Familia
Părinții săi au fost Josef Tietz, învățător, și Therese Tietz (născută Diaconovich).

## Studiile
Urmează școala primară la Reșița, iar gimnaziul la Timișoara (1908-1916). În paralel, din 1913, a urmat și clasa de violoncel a școlii de muzică din Timișoara.
După ce ia bacalureatul în 20 iunie 1916, urmează studii de germanistică la Budapesta și Cluj (1916-1920).

## Cariera profesională
Profesează ca suplinitor la Reșița (1 septembrie 1920-1923), apoi, după ce își ia diploma de profesor (20 martie 1923) este numit pe 4 octombrie 1923, de Ministerul Instrucțiunii, ca șef al catedrei de limba germană la gimnaziul de stat din Reșița. A lucrat ca profesor până la pensionare, în 1959.
Din anii 1920 datează primele sale preocupări de etnograf, prin articole publicate în ziare și reviste privind graiurile reșițene Reschitzaer Redensarten.
Având ca model asociația "Wandervogel", înființată în 1901 în Steglitz, Germania, a înființat în 1923 asociația Wandervogel din Reșița, care avea ca obiectiv drumețiile și cultivarea cântecelor populare. Grupa Wandervogel din Reșița și-a achiziționat un sediu propriu, renovat prin munca voluntară a membrilor. În sediu au avut loc reprezentații teatrale. Grupa Wandervogel din Reșița se subordona asociației "Südostdeutscher Wandervogel" , dar după ce asociației din Germania i s-a alăturat în 1932 Asociația Național-socialistă a mișcării autoajutorării din România (Verband der Nationalsozialistischen Selbsthilfebewegung in Rumänien), Grupa Wandervogel din Reșița și-a încetat activitatea.
Debutul literar a avut loc în 1939 în publicația Reșița cu o serie de 13 articole în limba română cu titlul "Crăișori din sălașul meu".
În 1940 Alexander Tietz a început să culeagă povești populare, zicale și povestiri germane din Gărâna, Caraș-Severin (Wolfsberg) și Văliug, Caraș-Severin (Franzdorf), din 1942 extinzându-și cercetările la folclorul românesc, cașovar și sârbesc din Banat. A cules peste 1.000 de texte (povestiri, basme, balade ș.a.) în călătoriile sale în zeci de localități, de la informatori români, germani, slovaci, crașoveni, sârbi, italieni.
Alexander Tietz a fost căsătorit de două ori, dar nu a avut copii. Cu prima soție, Stela Maria, născută Simic, s-a căsătorit în 1941. La câțiva ani după decesul acesteia, s-a căsătorit cu Gertrude Antonia, născută Klipsch.
Colaborează la publicații de limbă germană, uneori și de limbă română. Colaborarea principală, în perioada interbelică, la „Reschitzaer Zeitung”. După război, colaborează la cotidianul Neuer Weg.
Folclorul cules din Banat în anii 1940-1950 îl publică în 4 cărți în perioada 1956-1974.
Moare la Reșița, în 1978, fiind victimă a unui accident de circulație.

## In memoriam
Prin hotărârea consiliului local Reșița, nr. 16/24.02.2004, Alexander Tietz a fost declarat post-mortem cetățean de onoare al orașului Reșița, cu motivarea: pentru o bogată activitate literară și publicistică.
La 6 octombrie 2004 a fost dezvelit în fața noului Centru German de Tineret, Documentare și Cultură „Alexander Tietz” un bust de bronz al lui Alexander Tietz, realizat de sculptorul bucureștean Horia Flămându. Bustul a fost dezvelit de către ultimul urmaș al lui Alexander Tietz, prof. univ. dr. Damian Vulpe din Timișoara. Acest bust este primul ridicat pe raza municipiului Reșița și primul al unei personalități germane din Banatul Montan.

## Scrieri
- Sagen und Märchen aus den Banater Bergen, București, 1956
- Das Zauberbründl. Märchen aus den Banater Bergen, București, 1958
- Wo in den Tälern die Schlote rauchen, București, 1967
- Märchen und Sagen aus dem Banater Bergland, București, 1974

## Legături extene
- Alexander Tietz Arhivat în 27 septembrie 2007, la Wayback Machine.
- Am 9. Januar wäre Alexander Tietz 100 Jahre alt geworden Arhivat în 3 martie 2000, la Wayback Machine.
- Alexander Tietz Arhivat în 17 iunie 2008, la Wayback Machine.